# Lorna Turnbull
Lorna Turnbull (Speightland, 1º luglio 1953) è un'ex cestista inglese.

## Carriera
Con l'Inghilterra ha disputato i Campionati europei del 1980.